# Elgin (Carolina do Sul)
Elgin é uma cidade  localizada no estado norte-americano de Carolina do Sul, no Condado de Kershaw.

## Demografia
Segundo o censo norte-americano de 2000, a sua população era de 806 habitantes.
Em 2006, foi estimada uma população de 1042, um aumento de 236 (29.3%).

## Geografia
De acordo com o United States Census Bureau tem uma área de
2,5 km², dos quais 2,5 km² cobertos por terra e 0,0 km² cobertos por água. Elgin localiza-se a aproximadamente 114 m acima do nível do mar.

## Localidades na vizinhança
O diagrama seguinte representa as localidades num raio de 20 km ao redor de Elgin.